# 拉森群島
60°36′S 46°04′W / 60.600°S 46.067°W
拉森群島是南極洲的群島，位於科羅內申島西端西北1英里，屬於南奧克尼群島的一部分，該群島在1821年12月被發現，英國和阿根廷在南極條約體系下擱置對該群島的領土主權要求。该岛是以卡爾·安東·拉森船长命名。